# Dietrich Filipe Adolfo Metternich-Winneburg e Beilstein
Dietrich Filipe Adolfo von Metternich-Winneburg e Beilstein (1686-1738) foi o primeiro Conde de Metternich-Winneburg-Beilstein, para além de um ilustre diplomata e cortesãoalemão. Filho de D. Francisco Fernado von Metternich-Winneburg-Beilstein e de D. Juliana Leonor, distinta Condessa de Leiningen-Westerburg, casou com D. Maria Francisca Schenk, Baronesa de Schmittburg.

## Descendência
- João Hugo Francisco Metternich-Winneburg e Beilstein